# Horizont (folyóirat)
A Horizont egy képes havilap volt az egykori Csehszlovákiában, a Csehszlovák-Szovjet Baráti Szövetség sajtóterméke. Elődje az 1952-ben alapított Čítanie o SSSR című havilap volt, amelyet 1965-től Horizont lapcímmel adtak ki. Példányszáma az 1970-es évek végén 24 000 volt. Az 1989-es rendszerváltás után megszűnt.